# Joseph Gerald Berry

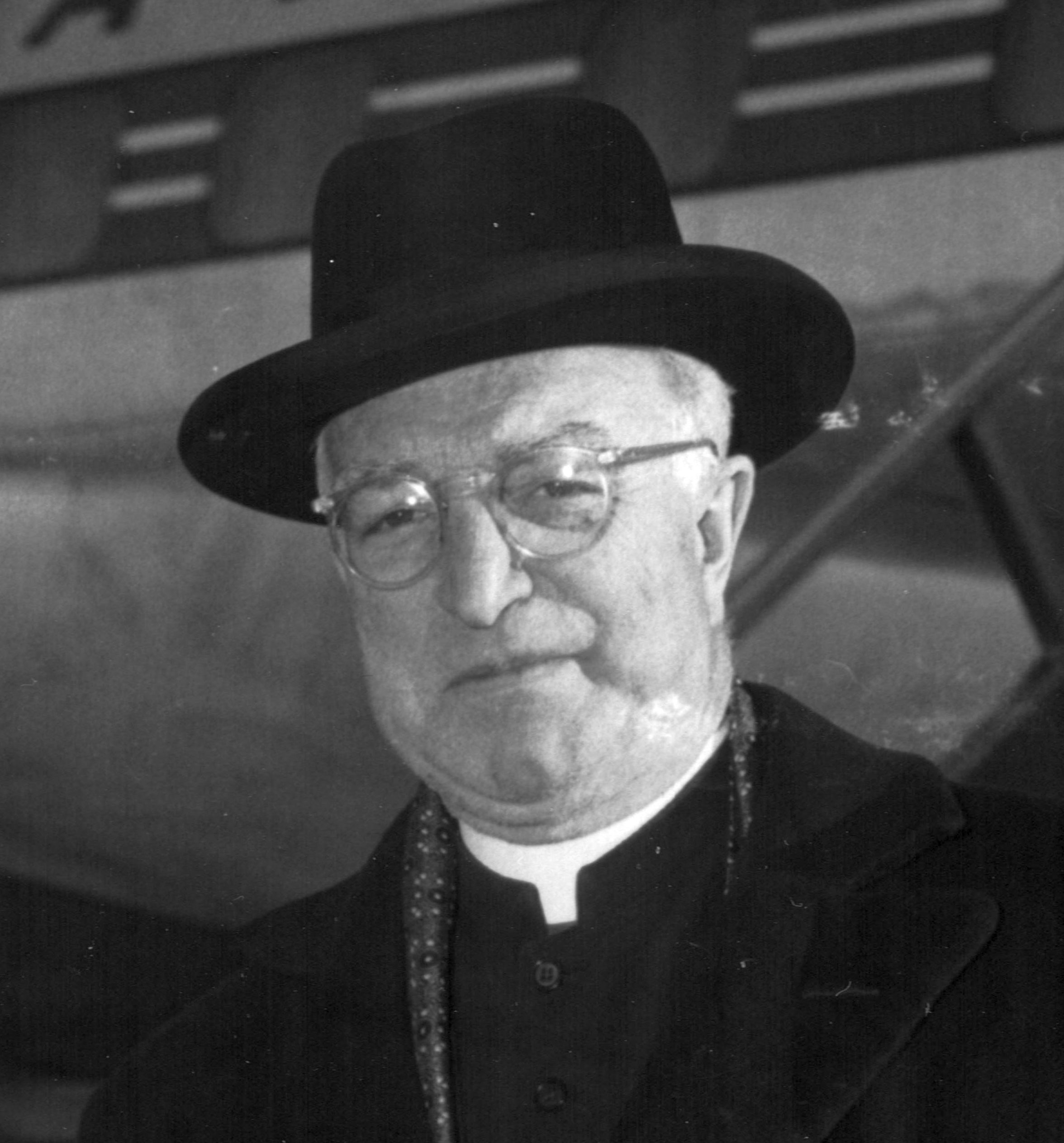
Erzbischof Joseph Gerald Berry (1956)

Joseph Gerald Berry (* 7. Juni 1902 in Montreal, Québec; † 12. Mai 1967 in Halifax, Nova Scotia) war ein kanadischer römisch-katholischer Geistlicher und Erzbischof von Halifax.

## Leben
Joseph Gerald Berry empfing am 11. Juni 1927 in der Kathedrale von Montréal durch den Koadjutorerzbischof von Montréal, Georges Gauthier, das Sakrament der Priesterweihe für das Erzbistum Montréal.
Am 7. April 1945 wurde er zum Bischof von Peterborough ernannt. Die Bischofsweihe spendete ihm am 7. Juni desselben Jahres in der Basilika Saint-Patrick de Montréal der Apostolische Delegat in Kanada und Neufundland, Erzbischof Ildebrando Antoniutti; Mitkonsekratoren waren der Erzbischof von Kingston, Joseph Anthony O’Sullivan, und der Weihbischof in Montréal, Lawrence Patrick Whelan. Die Amtseinführung fand am 27. Juni 1945 statt.
Am 28. November 1953 wurde Joseph Gerald Berry zum Erzbischof von Halifax ernannt und am 2. Februar des darauffolgenden Jahres in das Amt eingeführt, welches er bis zu seinem Tod am 12. Mai 1967 bekleidete. Zwischen 1962 und 1965 nahm Erzbischof Joseph Gerald Berry als Konzilsvater an den ersten drei Sitzungsperioden des Zweiten Vatikanischen Konzils teil.